# Рубахин, Анатолий Ермолаевич
Анатолий Ермолаевич Руба́хин (1918—1986) — лётчик-ас, истребитель, командир 402-го истребительного авиационного полка 265-й истребительной авиационной дивизии 3-го истребительного авиационного корпуса 1-й воздушной армии, участник Великой Отечественной войны, Герой Советского Союза, генерал-майор авиации.

## Биография
Родился 7 июля 1918 года в селе Верхний Икорец (ныне — Бобровского района Воронежской области) в семье крестьянина. Русский. В 1925 году в возрасте 7 лет вместе с семьёй переехал на новое место жительство в город Бобров. Окончил школу (9 классов). Призван Воронежским ГВК города Воронеж по специальному комсомольскому набору Обкома ВЛКСМ города Воронежа в 1936 году и направлен в военное лётное училище — Качинскую Краснознамённую военную авиационную школу имени А. Ф. Мясникова. В рядах РККА с 1936 года. Училище окончил в 1939 году. Был направлен для дальнейшего прохождения службы в строевые части на Дальний Восток. Прошёл путь от лётчика до заместителя командира эскадрильи. Член ВКП(б) с 1944 года.

### Во время Великой Отечественной войны
Старший лейтенант А. Е. Рубахин был переведён из истребительного авиационного полка с Дальнего Востока на должность командира эскадрильи формируемого 402-го истребительного авиационного полка в составе 265-й истребительной авиационной дивизии 3-го истребительного авиационного корпуса, в составе которого А. Е. Рубахин прошёл всю войну, и вырос от командира эскадрильи до командира полка. Полк стал самым результативным полком в истории войны по количеству уничтоженных самолётов противника. Формирование полк проходил в Багай-Барановке недалеко от города Вольска в 8-м запасном авиационном полку. Лётный состав полностью был передан из 301-го истребительного авиационного полка. Полк получил 34 самолёта Як-1. Далее полк перебазировался на аэродром Люберцы. 18 апреля 1943 года полк прибыл на аэродром Пашковская под Краснодаром и приступил к боевым действиям с 20 апреля 1943 года на Северо-Кавказском фронте.
Через 2 два после начала боёв на фронте командир эскадрильи старший лейтенант Рубахин выполнил 4 боевых вылета, в которых провёл 14 воздушных боёв с превосходящими силами противника, лично сбил 2 вражеских самолёта. За свой подвиг был представлен к первой своей награде — ордену Красного Знамени.
Орден Отечественной войны 1 степени капитан Рубахин получил уже за период боевых действий с 20 апреля по 3 июня 1943 года, то есть за 45 дней боёв. При этом Рубахин выполнил 31 боевой вылет, провёл 23 воздушных боя, лично сбил 5 самолётов противника.
Одним из первых лётчиков в боях в небе Кубани освоил ночной вид воздушного патрулирования, в которых сбил 2 самолёта противника Не-111. 30 октября 1943 года помощника командира полка по воздушно-стрелковой службе капитана Рубахина, имеющего уже на своем счету 11 сбитых самолётов противника, представляют к награждению орденом Ленина, но решением вышестоящего командования награждён орденом Красной Звезды (03.12.1943).
11 марта 1944 года командир полка майор Рубахин в воздушном бою с превосходящим противником (6 Як-1 против 42 (30 Ju-87 и 12 Ме-109)), прикрывая переправу через Сиваш, сбивает один Ме-109 и один Ju-87. В бою получает ранение в руку. 2 сентября 1944 года командир самого результативного полка за историю войны майор Рубахин за 123 успешно проведенных боевых вылетов (на прикрытие своих войск — 70, на штурмовку войск и аэродромов — 18, на разведку — 15, на бомбометание по войскам противника — 8, на свободную охоту — 12), из них совершённых ночью — 16, проведённых воздушных боёв — 51, и 16 лично сбитых самолётов противника был представлен к званию Героя Советского Союза.
Указом Президиума Верховного Совета СССР командир 402-го истребительного авиационного полка 265-й истребительной авиационной дивизии 3-го истребительного авиационного корпуса 1-й воздушной армии майор Рубахин А. Е. 23 февраля 1945 года удостоен звания Герой Советского Союза с вручением ордена Ленина и медали «Золотая Звезда».
К моменту представления командира 402-го истребительного авиационного полка майора Рубахина А. Е. на орден Александра Невского полк, руководимый Рубахиным, с 14 января по 2 мая 1945 года выполнил:
| Боевых вылетов | Налёт, часов | Воздушных боёв | Сбито самолётов противника | Лично выполнено боевых вылетов |
| -------------- | ------------ | -------------- | -------------------------- | ------------------------------ |
| 2 898          | 2 932        | 263            | 71                         | 16                             |

За время командования полком майором Рубахиным полк потерял своих лётчиков — 2, самолётов — 3.
Рубахин А. Е. участвовал в операциях и сражениях:
- воздушное сражение на Кубани с 17 апреля 1943 года по 7 июня 1943 года;
- Донбасская операция с 1 сентября 1943 года по 22 сентября 1943 года;
- Мелитопольская операция с 26 сентября 1943 года по 5 ноября 1943 года;
- Никопольско-Криворожская операция с 30 января 1944 года по 29 февраля 1944 года;
- Крымская операция с 8 апреля 1944 года по 12 мая 1944 года;
- Белорусская операция «Багратион» с 23 июня 1944 года по 29 августа 1944 года;
- Вильнюсская операция с 5 июля 1944 года по 20 июля 1944 года;
- Варшавско-Познанская операция с 14 января 1945 года по 3 февраля 1945 года;
- Восточно-Померанская операция с 10 февраля 1945 года по 20 марта 1945 года;
- Берлинская операция с 16 апреля 1945 года по 8 мая 1945 года;

Войну закончил в Берлине на аэродроме Дальхов.

### После войны
После войны продолжил службу в ВВС СССР. Переучился на новые типы самолётов, освоил реактивную технику. Служил на командных должностях. В 1952 году поступил, а в 1955 году окончил Военно-Воздушную академию командного состава. По окончании продолжал службу на командных должностях. Службу закончил в должности командира дивизии в звании генерал-майора авиации в 1963 году в связи с ухудшением состояния здоровья. С 1963 года генерал-майор авиации А. Е. Рубахин в запасе.
Жил и работал в Воронеже. Умер 4 октября 1986 года, похоронен на Юго-Западном кладбище города Воронежа.

## Воздушные бои и победы А. Е. Рубахина
Выполнено боевых вылетов — 178 (имеются данные о 200 вылетах), проведено воздушных боёв — 80.

Всего сбитых самолётов — 19 (имеются неподтверждённые данные о 20 сбитых самолётах противника),

- лично — 19 (20)
- в группе — 0

| Дата          | Противник | Место ведения воздушного боя | Свой самолёт |
| ------------- | --------- | ---------------------------- | ------------ |
| 20.04.1943 г. | 1 Ме-109  | Новороссийск                 | Як-1         |
| 21.04.1943 г. | 1 Ме-109  | Новороссийск                 | Як-1         |
| 29.04.1943 г. | 1 Ju-87   | Крымская                     | Як-1         |
| 02.05.1943 г. | 1 Ju-88   | юго—западнее Крымская        | Як-1         |
| 26.05.1943 г. | 1 Ме-109  | Киевское                     | Як-1         |
| 06.09.1943    | 1 Ju-52   | западнее Сталино             | Як-1         |
| 28.09.1943    | 1 Ме-109  | Большой Токмак               | Як-1         |
| 07.10.1943    | 1 Не-111  | Верхняя Тарасовка            | Як-1         |
| 14.01.1944 г. | 1 Не-111  | Новая Григорьевка            | Як-1         |
| 11.03.1944    | 1 Ме-109  | Карача                       | Як-1         |
| 11.03.1944    | 1 Ju-87   | Тозакай                      | Як-1         |
| 07.04.1944 г. | 1 FW-190  | Ново-Владимировка            | Як-1         |
| 10.04.1944    | 1 Ме-109  | Ново-Ивановка                | Як-1         |
| 11.04.1944    | 1 Ме-109  | Богемка                      | Як-1         |
| 11.04.1944 г. | 1 Ju-87   | южнее Богемка                | Як-1         |
| 16.04.1944    | 1 Ме-109  | восточнее Инкерман           | Як-1         |
| 06.03.1945 г. | 1 Ju-87   | западнее Штаргард            | Як-1         |
| 18.04.1945 г. | 1 FW-190  | южнее Буков                  | Як-9         |
| 29.04.1945 г. | 1 FW-190  | Сименштадт                   | Як-9         |

## Награды
- Медаль «Золотая Звезда» Героя Советского Союза (№ 4692, 23.02.1945)[4];
- орден Ленина (23.02.1945)[4];
- орден Красного Знамени (22.04.1943)[6];
- орден Красного Знамени (08.12.1943);
- орден Красного Знамени (27.04.1944)[7];
- орден Александра Невского (01.07.1945)[5];
- орден Отечественной войны 1-й степени (25.05.1943)[3];
- орден Отечественной войны 1-й степени (11.03.1985)[8];
- орден Красной Звезды (03.12.1943);
- медаль «За победу над Германией в Великой Отечественной войне 1941—1945 гг.»;
- юбилейная медаль «Двадцать лет Победы в Великой Отечественной войне 1941—1945 гг.»[9] (7 мая 1965);
- юбилейная медаль «Тридцать лет Победы в Великой Отечественной войне 1941—1945 гг.»;
- юбилейная медаль «Сорок лет Победы в Великой Отечественной войне 1941—1945 гг.»;
- медаль «За взятие Берлина»;
- медаль «За освобождение Варшавы»;
- юбилейная медаль «30 лет Советской Армии и Флота»;
- юбилейная медаль «40 лет Вооружённых Сил СССР»;
- иностранные медали.

## Память
- В Воронеже в 2002 году на жилом доме № 36/38 на проспекте Революции, где проживал с 1964 по 1986 годы Рубахин А. Е., устроена мемориальная доска[10].
- В городе Бобров Воронежской области именем Героя названа улица.
- В городе Бобров Воронежской области в 2004 году на здании школы, где учился А. Е. Рубахин, установлена мемориальная доска (улица Комсомольская)[11].

## Разное
А. Е. Рубахин считается одним из прототипов героя фильма Леонида Быкова «В бой идут одни старики».